# Сирт (вилајет)
Сиртски вилајет (тур. Siirt ili) је вилајет у југоисточној Турској. Суседни вилајети су Битлис на северу, Батман на западу, Мардин на југозападу, Ширнак на југу и Ван на истоку. Захвата површину од 5.406 km² и ту живи 300.695 становника (подаци из 2010.). Престоница вилајета је Сирт (кур. Sêrt, арап. سِعِرْد, Siġird; јерм. Սղերդ, Sgherd).

## Окрузи
Сиртски вилајет је подељен на 7 округа (престоница је подебљана):
- Ајдинлар
- Бајкан
- Ерух
- Курталан
- Первари
- Сирт
- Ширван